# Garrya elliptica
Garrya elliptica es una especie de planta fanerógama de la familia Garryaceae. Es nativa de las sierras costeras de California y el sur de Oregón. Es un arbusto erecto, espeso, de hoja perenne que alcanza una altura de 5.2 m.

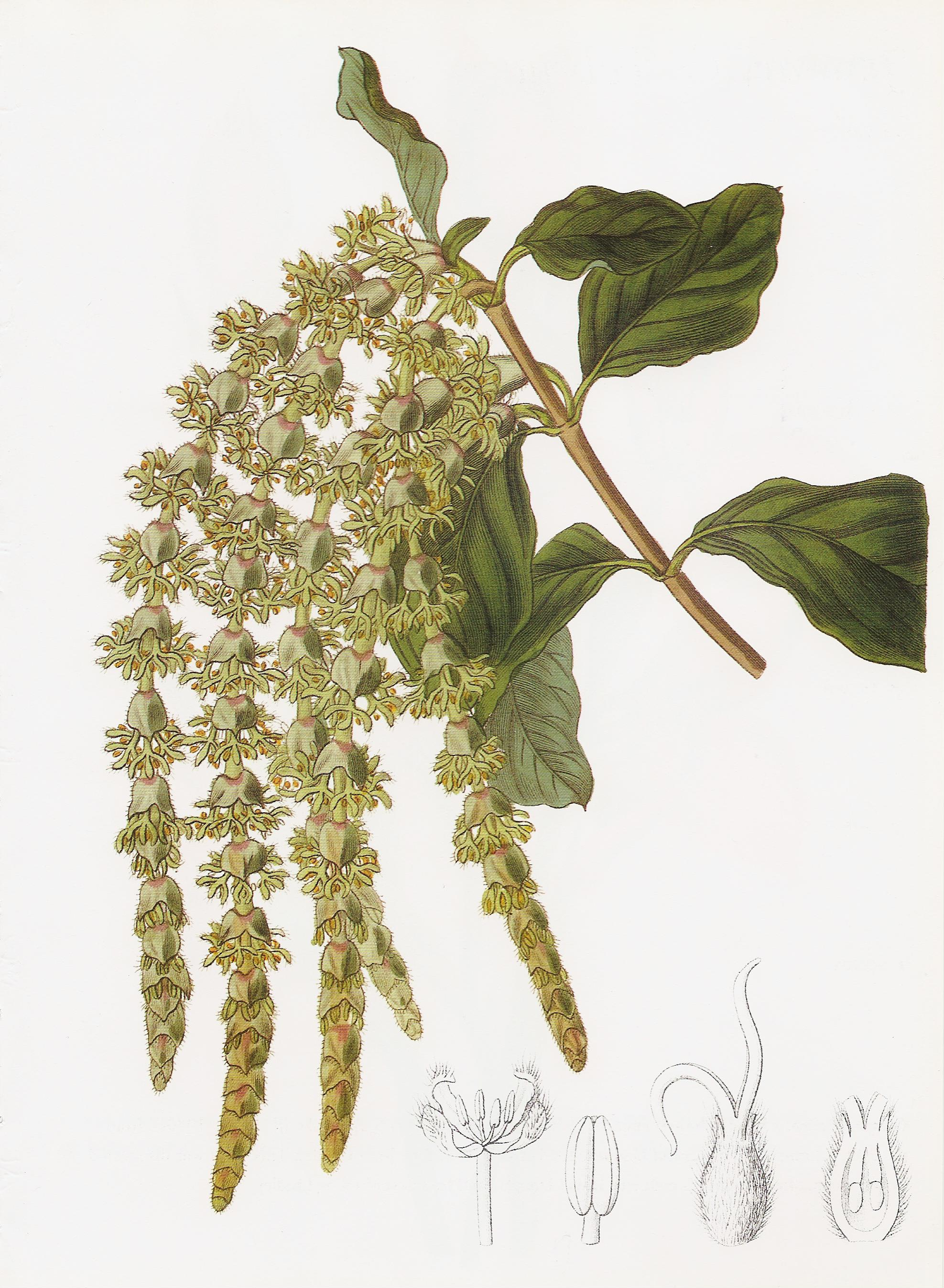
Ilustración de S. A. Drake (fl. 1820s-1840s), del volumen 20 del Botanical Register (1834-1835), editado por John Lindley.

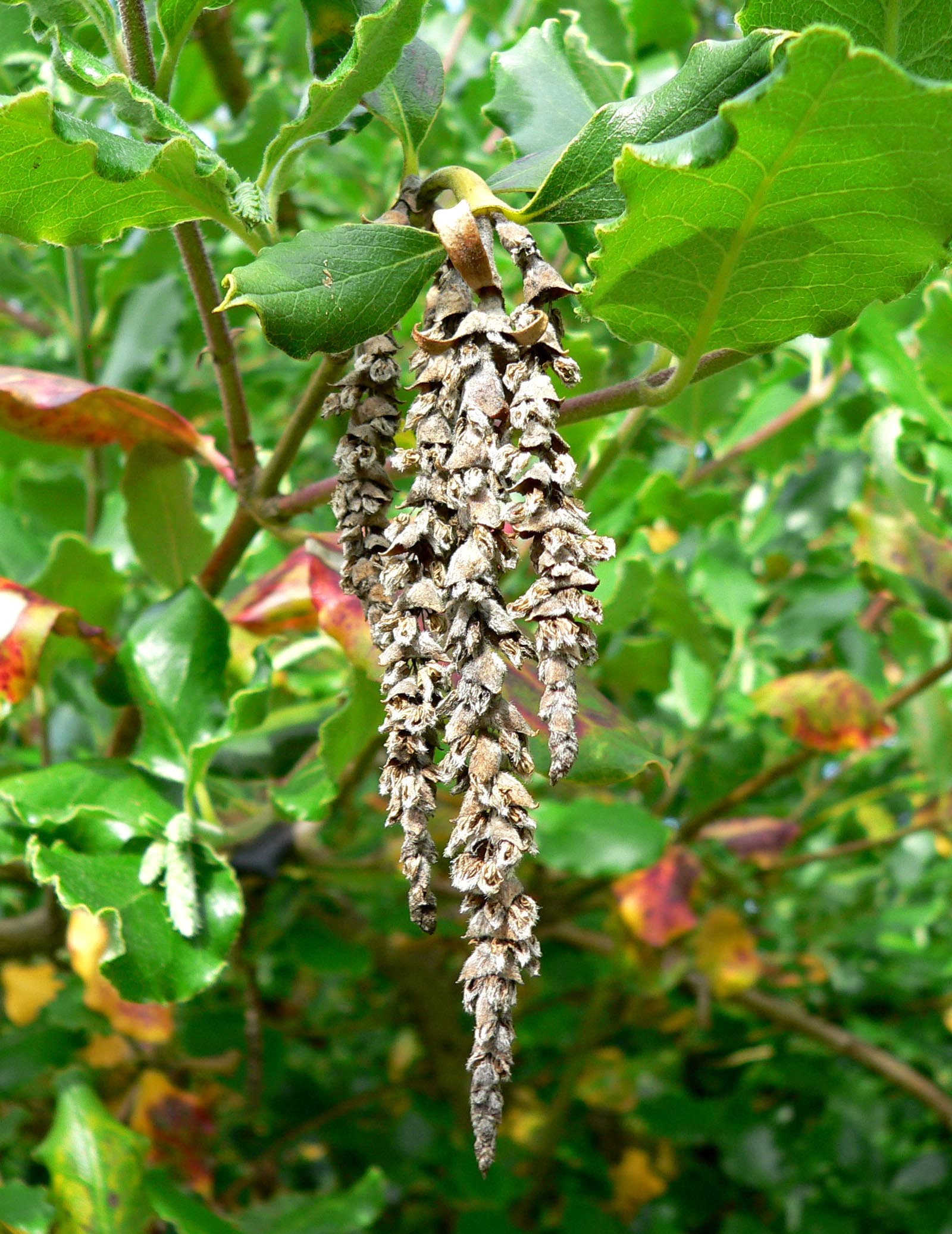
Detalle de los amentos

## Descripción
Tiene una estructura de múltiple ramificación dándole una forma casi esférica. La promedios de altura de 3 m en la naturaleza. Como otros de su género, G. elliptica tiene hojas opuestas con una sensación dura coriácea, de color verde brillante en la parte superior, pero más pálida y más opaca en la parte inferior. Las flores son dioicas y se concentran en inflorescencias que caen en cascada hacia abajo como amentos de 4-6 cm de longitud. Si bien se manifiestan separadas para plantas femeninas y masculinas, los amentos colgantes masculinos son mucho más vistosoa y son de color gris- verde y de hasta 30 cm de largo; los femeninos son más cortos y de color gris plateado. Aunque las flores florecen a finales del invierno y principios de primavera, las brácteas secas permanecen en la planta hasta bien entrado el verano como decoraciones de color gris claro. La planta cuenta con una suave corteza, verdosa oscuro cuando joven, pero rugosa con la edad. Las nuevas ramitas son de color verde y moderadamente robustas. Esta planta produce pequeñas y oscuras semillas. La fruta de color negro violáceo cuando está madura, mide alrededor de 1 cm de diámetro y tiene un revestimiento desecado duro, pero es más bien carnosa en el interior. 

## Distribución y hábitat
G. elliptica se encuentra en varias comunidades de plantas, principalmente en la California costera más seca y el sur de Oregon a no más de 30 km del Océano Pacífico ; las principales asociaciones son ecorregión de la salvia costera y el chaparral, matorral costero norte, de hoja perenne mezclados con el bosque ribereño y el matorral costero del norte.  Esta planta puede tolerar moderadamente los suelos pesados arcillosos y áreas de serpentina, pero le gusta suelos de un pH comprendido entre seis a ocho.
La planta no es utilizada en gran medida por los ciervos y conejos, y es resistente a las bajas temperaturas de unos 15 grados Fahrenheit. Es moderadamente tolerante a la sequía, pero es más exuberante, con precipitaciones de alrededor de 25 pulgadas por año. Se encuentra generalmente en altitudes superiores a 200 metros. Generalmente esta especie se encuentra dentro de las montañas de la costa del Pacífico, como las montañas Montara, Montaña San Bruno y la cordillera de la costa en el condado de Napa. 

## Taxonomía
Garrya elliptica fue descrita por Douglas ex Lindl. y publicado en Edwards's Botanical Register 20: pl. 1686. 1834.
Etimología
Garrya: nombre genérico otorgado en honor de Nicholas Garry (1782-1856) de la Compañía de la Bahía de Hudson, que fue asistente de David Douglas en sus exploraciones de la Pacific Northwest.
elliptica: epíteto latíno que significa "elíptica".
Sinonimia
- Garrya lindleyana A.Murray	[7]